# Centro Español de Chillán
El Centro Español de Chillán es un restaurante y centro de eventos de tipo Casino Español en la ciudad de Chillán, Chile. Está ubicado a un costado de la Catedral y frente a la Plaza de armas de la urbe y su creación surge a consecuencia de la inmigración española en Chile a principios del siglo XX.

## Historia
El espacio ocupado actualmente por el Centro Español, antiguamente perteneció al Club Ñuble, fundado en 1878.
En contexto social, a fines del siglo XIX, durante la Restauración borbónica en España, una ola de inmigrantes españoles buscan refugio en Chile, donde un grupo de ellos asentados en la ciudad de Chillán, fundan la Sociedad Española de Beneficencia, el 6 de junio de 1897. Paralelamente, son creados una serie de establecimientos comerciales, muchas de estas, extintas en la actualidad, como lo fueron Casa Hojas y Almacenes Mundiales, además el Banco Español. Actualmente, las empresas de origen español que aún resisten, se encuentran la Sombrería Chillán, Ferretería Madrid, y Cecinas Serrano.
El Centro Español fue fundado el 24 de mayo de 1914 como consecuencia de la unión entre la Sociedad Española de Beneficencia y el Hogar Español, para buscar un lugar donde desarrollar reuniones y convivencias. Su primera directiva estuvo a cargo del presidente Victoriano Hoyos y las reuniones eran realizadas en el Club Comercial de Chillán, hasta que dos meses más tarde, la sede es trasladada a calle Arauco, en una propiedad de doña Minervina Donoso. A partir de 1921, la sede es trasladada a su actual emplazamiento.
Durante la Guerra civil española, los participantes del Centro Español no quedaron ajenos a la situación en España, donde el lugar fue punto de conflicto entre partidarios de los bandos republicano y sublevado. Dicha situación, llevó a José Tohá Soldevilla a crear en 1936 el Centro Hispano-Chileno de Chillán, cual era partidario a favor del bando republicano, ubicado a un costado del Centro Español, perdurando hasta 1939.
El 24 de enero de 1939 ocurre el Terremoto de Chillán, cual es considerado el sismo más mortífero de Chile. La sacudida destruyó al Centro Español, como también al Centro Hispano-Chileno, dejando alrededor de quince españoles fallecidos en el lugar y a nueve sobrevivientes. Dos meses más tarde, ocurrió el fin de la guerra civil, lo que conllevó a los inmigrantes españoles a la búsqueda del reencuentro entre las partes. La edificación actual del Centro Español, es parte del proceso de reconstrucción de la ciudad de Chillán tras el sismo de 1939.

## Arquitectura
El edificio del Centro Español de Chillán es de arquitectura neoclásica. Posee once metros de altura y sistema de agrupamiento continuo. Sus cimientos y sobrecimientos son de hormigón armado, mientras que sus muros de carga son de albaliñería de ladrillo confinada y el piso de losa de hormigón. La estructura de la techumbre es de cerchas de madera con una cubierta metálica, y al exterior presenta pavimentos de madera y revestimientos de litofrén en los muros.